# Donatello (chanteur)
Pour les articles homonymes, voir Donatello (homonymie).
Giuliano Illiani, mieux connu comme Donatello, né le 11 septembre 1947 à Tortone (Italie), est un chanteur italien ayant eu du succès dans la première moitié des années 1970.

## Biographie
Né à Tortone, Giuliano Illiani a commencé sa carrière musicale en tant que membre du groupe Wanted’s , entre 1962 et 1966. En 1968, il est  guitariste dans le groupe d'accompagnement de Gianni Morandi,.
|
En 1970 Illiani prend le nom de scène de Donatello et participe au Festival de Musique de Sanremo avec la chanson Io mi fermo qui, présenté dans une double performance avec le groupe Dik Dik. La même année, Donatello a obtient son premier succès commercial avec la chanson Malattia d'amore", qui se classe  dixième au hit-parade italien.
Entre 1971 et 1973, il participe à nouveau au Festival de Musique de Sanremo arrivant chaque fois en finale,. Au cours des mêmes années il se classe deux fois au top 10 du hit parade italien avec  Com'è dolce la sera et Ti voglio. Après 1974 et le single Irene, qu'il a présenté à Un disco per l'estate, Donatello quitte la maison  Dischi Ricordi et  adopte une nouvelle voie musicale, caractérisée par la reprise de chansons traditionnelles italiennes,.

## Discographie partielle

### Albums
- 1970 : Donatello
- 1975 : Il tempo degli dei
- 1978 : Un mio nonno ambulante

### Singles
- 1970 : Io mi fermo qui
- 1970 : 100 volte lei
- 1970 : Malattia d'amore
- 1970 : Tu giovane amore mio
- 1971 : Com è dolce la sera
- 1971 : Alice è cambiata
- 1971 : Anima mia
- 1972 : Ti voglio
- 1972 : Gira gira sole
- 1974 : Irene
- 1975 : Uomo di città
- 1976 : Un uomo in più